# Led Zeppelin III
Led Zeppelin III ist das dritte Studioalbum der britischen Rockband Led Zeppelin aus dem Jahr 1970. 

## Entstehung und Veröffentlichung
Led Zeppelin III wurde von Mai bis August 1970 in Hampshire, London, Memphis und New York City aufgenommen. Die Erstveröffentlichung erfolgte am 5. Oktober 1970 bei Atlantic Records. Das Album erschien in seiner Originalausführung als LP mit zehn Titeln (Katalognummer: 82678-2).

## Stil und Aufbau
Das Album beginnt mit dem Immigrant Song, einer klassischen Hardrocknummer im Stil der bisherigen Werke. Danach folgt Friends, ein sanfter Song mit ineinander verwobenen akustischen Gitarrenmelodien. Since I’ve Been Loving You ist ein reiner, im Studio aufgenommener Livesong. Gallows Pole, ein Folksong, ist die wohl größte Überraschung auf dem Album. Jimmy Page hörte ihn zum ersten Mal auf einer Langspielplatte von Fred Gerlach, einem Zwölfsaiten-Gitarristen. Der Song war ursprünglich stark von Leadbelly beeinflusst. Weiter folgt Tangerine, ein Song, den Page ursprünglich für die Yardbirds geschrieben hatte. That’s the Way enthält einen stark autobiographischen Text und handelt von den Eindrücken während ihrer Konzerttouren in den Vereinigten Staaten. Bron-Y-Aur Stomp ist ein einfacher Song über Robert Plants Hund; der walisische Teil des Titels referenziert auch die Hütte Bron-Yr-Aur, in der Page und Plant einige Lieder schrieben. Das Album endet mit Hats off to (Roy) Harper, einer Hommage an den exzentrischen britischen Folksänger Roy Harper.

## Artwork
Die Original-Vinyl-Ausgabe von Led Zeppelin III wurde in einem Klappcover mit einem innovativen Design von Zacron verpackt. Das Cover und die Innengestaltung des Klappcovers bestanden aus einer surrealen Sammlung zufälliger Bilder auf weißem Hintergrund, von denen viele thematisch mit Fliegen oder Luftfahrt verbunden waren. Hinter dem Frontcover befand sich eine drehbare laminierte Pappscheibe, oder Volvelle, die mit weiteren Bildern, darunter Fotos der Bandmitglieder, versehen war. Diese Bilder waren durch Ausschnitte im Cover sichtbar. Wenn ein Bild hinter einem Loch positioniert wurde, erschienen in der Regel ein oder zwei weitere hinter anderen Löchern. Beim Aufklappen des Klappcovers setzte sich das Collagen-Thema des Frontcovers fort, mit Anspielungen auf die Luftfahrt oder andere fliegende Elemente wie Flugzeuge oder Schmetterlinge. Die Rückseite des Covers zeigte eine Zusammenstellung der besten Fotos aus den Fotosessions.
In Frankreich wurde dieses Album mit einem anderen Cover veröffentlicht, das lediglich ein Foto der vier Bandmitglieder zeigte. Zacron berichtete später, dass Jimmy Page ihn nach der Fertigstellung des Artworks aus New York anrief, um seine Zufriedenheit mit dem Ergebnis auszudrücken, und sagte: „Ich finde es fantastisch.“ Allerdings hielt Zacron das Artwork später für unbefriedigend, da er unter Zeitdruck hatte arbeiten müssen.

## Titelliste
1. Immigrant Song (Page/Plant) 2:23
2. Friends (Page/Plant) 3:54
3. Celebration Day (Page/Plant/Jones) 3:28
4. Since I’ve Been Loving You (Page/Plant/Jones) 7:24
5. Out On the Tiles (Page/Plant/Bonham) 4:05
6. Gallows Pole (trad., Arrangement: Page/Plant) 4:56
7. Tangerine (Page) 2:57
8. That’s the Way (Page/Plant) 5:37
9. Bron-Y-Aur Stomp (Page/Plant/Jones) 4:16
10. Hats Off to (Roy) Harper (trad.) 3:42

## Mitwirkende
- John Bonham – Begleitgesang, Perkussion, Schlagzeug
- Peter Grant – Ausführender Produzent
- Andy Johns – Abmischung, Tontechnik
- John Paul Jones – Bassgitarre, Begleitgesang, Mandoline, Orgel
- Jimmy Page – Akustische Gitarre, Begleitgesang, E-Gitarre, Pedal-Steel-Gitarre
- Robert Plant – Gesang, Mundharmonika
- Zacron – Artwork

## Rezeption

### Kritiken
Die Kritiken waren zum großen Teil vernichtend. Sie spotteten über die Band, weil sie ihren harten Stil aufgegeben hatte und wohl eher wie Crosby, Stills, Nash & Young tönen würden. Einzelne positive Kritiken gab es dennoch. Nach Nick Logan (New Musical Express) würde sich das dritte Album als ein wichtiger Wendepunkt in der Bandkarriere erweisen. Chris Welch (von Melody Maker) meinte, dass das dritte Album trotz unterschiedlichster Ansätze geschmackssicher und daher besser als Led Zeppelin II sei.

### Nachwirkungen
Der Immigrant Song wurde des Öfteren in Soundtracks verwendet. Im Marvel-Film Thor: Tag der Entscheidung wurden zwei Kampfszenen mit ihm musikalisch unterlegt. Außerdem wurde er im Film School of Rock eingespielt, eine Hauptfigur, gespielt von Jack Black, singt ihn grimassierend mit. In dem Lied geht es unter anderem um Walhall, den Ruheort der in einer Schlacht gefallenen Kämpfer, und um den Hammer der Götter. Weitere Filme, in denen das Lied vorkommt, zum Teil auch nur in Form des ikonischen Intros, sind Shrek der Dritte und Star Force Soldier. Auch in Fernsehserien fand der Film Verwendung, darunter in Life on Mars – Gefangen in den 70ern, vor allem aber in Informationssendungen, Nachrichten und Reality-TV-Shows.

## Kommerzieller Erfolg

### Chartplatzierungen
Led Zeppelin III avancierte zum Nummer-eins-Album in Österreich, den Vereinigten Staaten und dem Vereinigten Königreich. Darüber hinaus erreichte es Top-10-Platzierungen in Deutschland, den Niederlanden und Norwegen (je Rang 3) sowie Finnland und Neuseeland (je Rang 7).
| ChartsChartplatzierungen       | Höchstplatzierung | Wochen |
| ------------------------------ | ----------------- | ------ |
| Deutschland (GfK)              | 3 (35 Wo.)        | 35     |
| Österreich (Ö3)                | 1 (4 Wo.)         | 4      |
| Schweiz (IFPI)                 | 20 (4 Wo.)        | 4      |
| Vereinigte Staaten (Billboard) | 1 (46 Wo.)        | 46     |
| Vereinigtes Königreich (OCC)   | 1 (44 Wo.)        | 44     |

| ChartsJahrescharts (1971) | Platzierung |
| ------------------------- | ----------- |
| Deutschland (GfK)         | 22          |

### Auszeichnungen für Musikverkäufe
| Land/Region                  | Auszeichnungen für Musikverkäufe (Land/Region, Auszeichnung, Verkäufe) | Verkäufe  |
| ---------------------------- | ---------------------------------------------------------------------- | --------- |
| Argentinien (CAPIF)          | Platin                                                                 | 60.000    |
| Australien (ARIA)            | 3× Platin                                                              | 210.000   |
| Deutschland (BVMI)           | Gold                                                                   | 250.000   |
| Frankreich (SNEP)            | Platin                                                                 | 300.000   |
| Italien (FIMI)               | Platin                                                                 | 50.000    |
| Norwegen (IFPI)              | Silber                                                                 | 20.000    |
| Schweiz (IFPI)               | Gold                                                                   | 25.000    |
| Spanien (Promusicae)         | Platin                                                                 | 100.000   |
| Vereinigte Staaten (RIAA)    | 6× Platin                                                              | 6.000.000 |
| Vereinigtes Königreich (BPI) | Platin                                                                 | 300.000   |
| Insgesamt                    | 1× Silber · 2× Gold · 14× Platin ·                                     | 7.315.000 |

Hauptartikel: Led Zeppelin/Auszeichnungen für Musikverkäufe